# Duets (Barbra Streisand)
Duets è un album di raccolta della cantante e attrice statunitense Barbra Streisand, pubblicato nel 2002 dalla Columbia Records.

## Tracce
1. I Won't Be the One to Let Go (con Barry Manilow)
2. Guilty (con Barry Gibb)
3. You Don't Bring Me Flowers (con Neil Diamond)
4. I Finally Found Someone (con Bryan Adams)
5. Cryin' Time (con Ray Charles)
6. I've Got a Crush on You (con Frank Sinatra)
7. Tell Him (con Céline Dion)
8. No More Tears (Enough Is Enough) (con Donna Summer)
9. What Kind of Fool (con Barry Gibb)
10. I Have a Love/One Hand, One Heart (con Johnny Mathis)
11. One Less Bell to Answer/A House Is Not a Home (con Barbra Streisand)
12. Lost Inside of You (con Kris Kristofferson)
13. Till I Loved You (con Don Johnson)
14. Make No Mistake, He's Mine (con Kim Carnes)
15. If You Ever Leave Me (con Vince Gill)
16. The Music of the Night (con Michael Crawford)
17. Ding-Dong! The Witch Is Dead (con Harold Arlen)
18. Get Happy/Happy Days Are Here Again (con Judy Garland)
19. All I Know of Love (con Josh Groban)